# Al Daayen
Al Daayen este o municipalitate din statul Qatar. Cea mai mare parte a peisajului urban se găsește în zona de sud a municipiului, în special în orașul Lusail, în timp ce secțiunile nordice și centrale sunt în principal rurale. Este una dintre municipalitățile cu cea mai rapidă creștere din Qatar datorită apropierii sale de capitala Doha.
Umm Qarn găzduiește biroul municipal și servește ca sediu administrativ al municipalității.